# Киргизка
Кирги́зка (рос. Киргизка) — присілок у складі Томського міського округу Томської області, Росія.

## Населення
Населення — 142 особи (2010; 120 у 2002).
Національний склад (станом на 2002 рік):
- росіяни — 98 %